# Cache Creek Airport
Cache Creek Airport (engelska: Ashcroft Regional Airport) är en flygplats i Kanada.   Den ligger i Thompson-Nicola Regional District och provinsen British Columbia, i den södra delen av landet, 3 400 km väster om huvudstaden Ottawa. Cache Creek Airport ligger 615 meter över havet.
Terrängen runt Cache Creek Airport är kuperad österut, men västerut är den bergig. Runt Cache Creek Airport är det ganska glesbefolkat, med 43 invånare per kvadratkilometer.. Närmaste större samhälle är Ashcroft, 6,2 km söder om Cache Creek Airport.
Trakten runt Cache Creek Airport består i huvudsak av gräsmarker.